# Emberizoides ypiranganus
Az Emberizoides ypiranganus  a madarak osztályának verébalakúak (Passeriformes) rendjébe és a tangarafélék (Thraupidae) családjába tartozó  faj.

## Rendszerezése
A fajt Hermann von Ihering és Rodolpho von Ihering írták le 1907-ben.

## Előfordulása
Dél-Amerikában, Argentína, Brazília, Paraguay  és Uruguay területén honos. Természetes élőhelyei a mérsékelt övi, szubtrópusi és trópusi gyepek, lápok és mocsarak környékén. Állandó, nem vonuló faj.

## Megjelenése
Testhossza 20 centiméter.

## Természetvédelmi helyzete
Az elterjedési területe nagyon nagy, egyedszáma pedig stabil. A Természetvédelmi Világszövetség Vörös listáján nem fenyegetett fajként szerepel.